# العيانة (عمران)
العيانة هي إحدى قرى الجمهورية اليمنية. وهي تتبع جغرافيًا لمحافظة عمران. وإداريًا لمديرية خمر. يبلغ تعداد سكانها 2772 نسمة حسب الإحصاء الذي جرى عام 2004.